# All Elite Wrestling
All Elite Wrestling (AEW) é uma promoção de luta livre profissional americana com sede em Jacksonville, Flórida. É considerada a segunda maior promoção de luta profissional nos Estados Unidos atrás da WWE.
A AEW pertence a Shahid Khan e seu filho Tony Khan, que fundou a empresa em 2019; os artistas do ringue Matt & Nick Jackson e Kenny Omega também atuam como executivos da empresa. Sua sede está localizada no EverBank Stadium, o estádio do Jacksonville Jaguars da National Football League, um time também de propriedade de Shahid Khan. A CBS Sports descreveu a AEW como "a primeira empresa com grande apoio financeiro a começar a competir com a WWE em um nível importante em quase duas décadas", enquanto a SB Nation afirmou que "o mundo do wrestling profissional está sendo interrompido pelo primeiro desafiante que assustou legitimamente a WWE pela primeira vez em 20 anos".
Desde 2 de outubro de 2019, a AEW produz um programa de televisão semanal de duas horas, Dynamite, que vai ao ar ao vivo, com algumas exceções. O programa foi ao ar originalmente na TNT até dezembro de 2021; mudou para o canal irmão da TNT, TBS, em 5 de janeiro de 2022. A empresa também tem outro programa de televisão semanal, Rampage, que é um programa de uma hora que vai ao ar na TNT desde 13 de agosto de 2021. Além disso, AEW tem dois programas semanais exclusivos do YouTube: Dark e Dark: Elevation. A CBS Sports descreveu a AEW como "a primeira empresa com grande apoio financeiro a começar a competir com a WWE em um nível importante em quase duas décadas".

## História

### Antecedentes e formação
Em maio de 2017, o jornalista de luta profissional Dave Meltzer fez um comentário de que a promoção americana Ring of Honor (ROH) não poderia vender 10.000 ingressos para um evento de wrestling, um feito que nenhuma promoção de wrestling baseada nos EUA além da WWE dominante havia conquistado desde o extinto principal concorrente da WWE, World Championship Wrestling, em 1999. O comentário foi respondido pelos lutadores profissionais Cody Rhodes e The Young Bucks (a dupla de Matt Jackson e Nick Jackson), que eram as principais estrelas contratadas pela ROH e bons amigos dentro e fora do wrestling profissional como parte do grupo Bullet Club (e mais tarde parte da stable sub-Bullet Club, The Elite). Eles promoveram e realizaram um evento independente de wrestling profissional chamado All In em setembro de 2018, apresentando lutadores da ROH e outras promoções. O evento esgotou em 30 minutos e teve a maior audiência em um show de wrestling profissional nos Estados Unidos realizado e organizado por promotores não afiliados à WWE ou World Championship Wrestling (WCW) desde 1993. O evento contou com a participação de 11.263 pessoas. O evento foi aclamado e levou a muita especulação online de que Cody e The Young Bucks expandiriam suas ambições e criariam sua própria promoção de wrestling profissional ou fariam um segundo evento All In. As pessoas na indústria da televisão também ficaram muito impressionadas com o show.
Em 5 de novembro de 2018, várias marcas foram registradas em Jacksonville, Flórida, que indicavam o lançamento da All Elite Wrestling. Os nomes registrados para a marca incluem: All Elite Wrestling, AEW All Out, All Out, AEW, Double or Nothing, Tuesday Night Dynamite, AEW Double or Nothing e vários logotipos. Em dezembro de 2018, Cody, The Young Bucks e vários outros lutadores deixaram a ROH. O anúncio oficial da criação da AEW veio à meia-noite, horário do Pacífico, em 1.º de janeiro de 2019, em um episódio de Being the Elite, uma série da web do YouTube criada e apresentando The Elite. Também anunciado no episódio foi Double or Nothing, evento inaugural da AEW e sequência de All In.
Em 2 de janeiro de 2019, Cody e The Young Bucks assinaram oficialmente com a promoção como concorrentes, além de servirem como vice-presidentes co-executivos da AEW, enquanto o empresário, executivo de futebol e fã de luta livre de longa data Tony Khan foi anunciado como o presidente da empresa. Tony e seu pai, Shahid, estariam apoiando a promoção como principais investidores. Os Khans são bilionários e fazem parte do grupo de proprietários do Jacksonville Jaguars e do Fulham F.C.
A esposa de Cody, Brandi Rhodes, foi anunciada como diretora de marca da empresa em 3 de janeiro de 2019. Em 8 de janeiro de 2019, a empresa realizou sua coletiva de imprensa inaugural no pátio do TIAA Bank Field, onde anunciou os talentos que se apresentariam como parte da promoção, incluindo ex-lutadores da ROH da equipe do SoCal Uncensored (Christopher Daniels, Scorpio Sky e Frankie Kazarian), "Hangman" Adam Page; os lutadores independentes Dr. Britt Baker, Joey Janela e os ex-lutadores da WWE Pac e Chris Jericho.
Em 7 de fevereiro de 2019, o grupo realizou uma coletiva de imprensa onde foram liberados ingressos para Double or Nothing. Outros grandes anúncios incluíram a entrada de Kenny Omega como lutador e o quarto vice-presidente executivo da empresa, bem como as contratações de Lucha Brothers (Pentagón Jr. e Rey Fénix), Best Friends (Trent Beretta e Chuck Taylor).

### Início e estréia na TNT

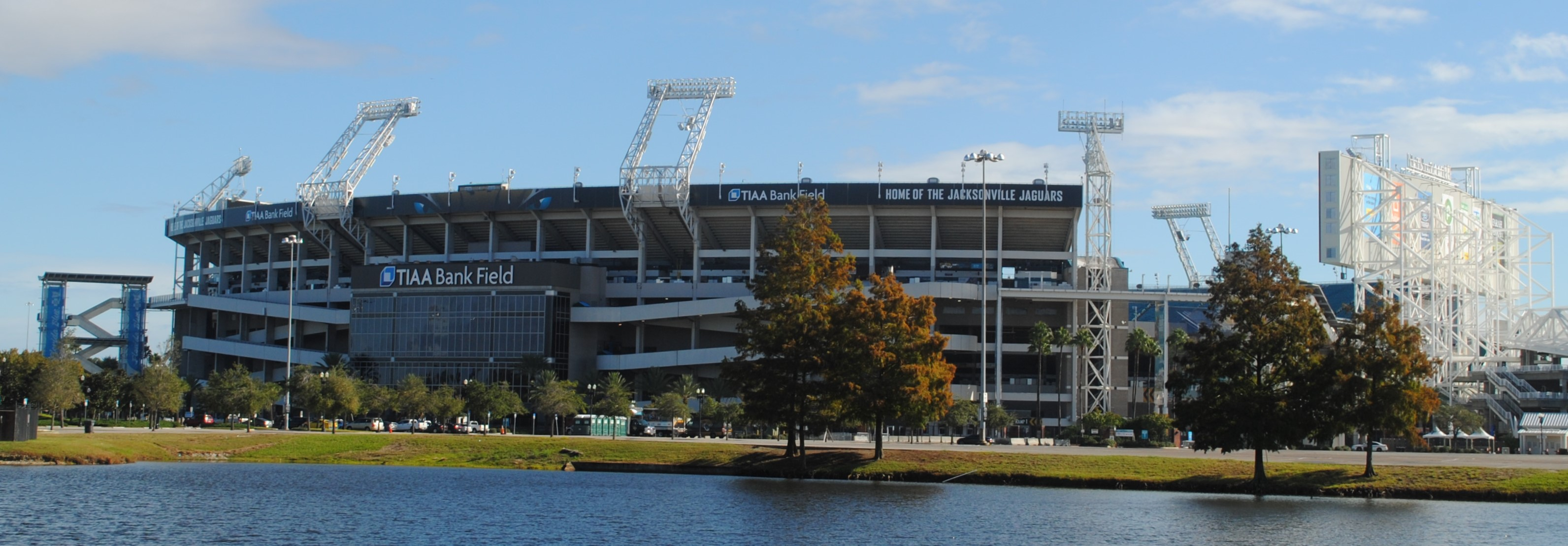
Sede da AEW no EverBank Stadium em Jacksonville, Flórida, desde o início da promoção

Em 15 de maio de 2019, a AEW e a WarnerMedia anunciaram um acordo para um programa semanal no horário nobre transmitido ao vivo na TNT, a rede que anteriormente transmitia o Monday Nitro da WCW durante as Monday Night Wars (1995–2001). A CBS Sports descreve a AEW como "a primeira empresa com grande apoio financeiro a começar a competir com a WWE em um nível importante em quase duas décadas".
Em 25 de maio de 2019, a AEW produziu seu primeiro pay-per-view (PPV), Double or Nothing. Aconteceu no MGM Grand Garden Arena e viu a estreia de Jon Moxley. Também durante o Double or Nothing, o veterano do wrestling profissional Bret Hart revelou o cinturão do Campeonato Mundial da AEW. Durante o verão, a AEW produziu mais dois eventos, Fyter Fest em junho e Fight for the Fallen em julho.
Em 31 de agosto de 2019, a AEW produziu seu segundo evento pay-per-view, All Out. No evento, o cinturão do Campeonato Mundial Feminino da AEW foi revelado e no evento principal, Chris Jericho derrotou Adam Page para se tornar o Campeão Mundial inaugural da AEW. Em 19 de setembro, o site da TNT listou os shows da AEW como AEW Dynamite, um show de uma hora também foi agendado para 1.º de outubro às 20h. Em 2 de outubro, Dynamite estreou na TNT, com média de 1,409 milhão de espectadores, o que a tornou a maior estreia na televisão na TNT em cinco anos. Também em 2 de outubro, o NXT da WWE faria sua estreia de duas horas na USA Network (os dois episódios anteriores apresentavam a primeira hora nos EUA com a segunda hora na WWE Network), e tiveram uma média de 891.000 espectadores. O Dynamite derrotou o NXT em audiência e mais que dobrou sua competição no público-alvo de 18 a 49 anos, marcando 878.000 espectadores em comparação com os 414.000 do NXT. Isso também marcaria o início das "Wednesday Night Wars". Antes e depois dos episódios, partidas não televisionadas foram filmadas para ir ao ar no AEW Dark nas terças-feiras seguintes (exceto antes dos eventos pay-per-view, onde os episódios vão ao ar às sextas-feiras) no canal do AEW no YouTube. Em 9 de novembro, a AEW produziu seu terceiro evento pay-per-view, Full Gear. No evento principal, Jon Moxley derrotou Kenny Omega em uma luta Lights Out.
Em 15 de janeiro de 2020, a WarnerMedia e a AEW anunciaram uma extensão de contrato de US$ 175 milhões para Dynamite na TNT até 2023 e que a AEW lançaria um segundo programa semanal de televisão, mais tarde revelado como AEW Rampage. Em 19 de fevereiro, a AEW chegou a um novo acordo de direitos de mídia com a empresa de mídia alemã Sky Deutschland (que anteriormente transmitia shows da WWE e Impact Wrestling) para transmitir pay-per-views da AEW no Sky Select Event.
AEW tem um centro de treinamento conhecido como Nightmare Factory. A instalação é gerenciada pelo lutador da AEW QT Marshall, que atua como treinador.

### Impacto da pandemia de COVID-19

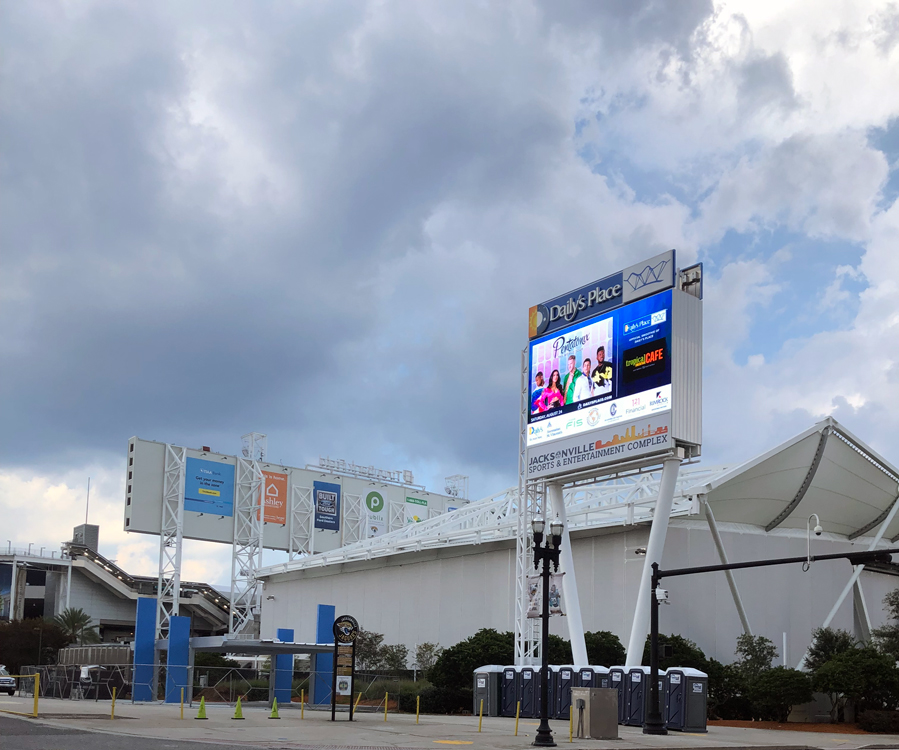
O Daily's Place em Jacksonville, Flórida, que está conectado ao TIAA Bank Field, é considerado o local da AEW. Quase todos os eventos da AEW realizados de março de 2020 a julho de 2021 ocorreram lá devido à pandemia de COVID-19.

À medida que outros cancelamentos e adiamentos de esportes estavam sendo anunciados em março de 2020, a AEW começou a ser impactada pelo início americano da pandemia de coronavírus (COVID-19). Após a suspensão da temporada 2019-20 da NBA depois que dois jogadores testaram positivo para o vírus, o episódio de 18 de março do Dynamite foi realizado sem espectadores do Daily's Place em Jacksonville, Flórida. O Double or Nothing deveria acontecer em 23 de maio, mas em 8 de abril, o MGM Grand Garden Arena anunciou que havia cancelado todos os eventos até 31 de maio devido ao vírus. Nesse ponto, Nevada estava em estado de emergência desde 12 de março, proibindo todas as reuniões públicas indefinidamente. Em resposta, a AEW anunciou que Double or Nothing continuaria conforme planejado, mas do Daily's Place, bem como do estádio TIAA Bank Field para o combate do evento principal.
Em 13 de abril, o governador da Flórida, Ron DeSantis, considerou a AEW, como a WWE, um negócio essencial e crítico para a economia do estado, e acrescentou uma exceção sob a ordem de permanência em casa do estado para funcionários de uma "produção profissional de esportes e mídia" que é fechado ao público e tem audiência nacional. Em uma entrevista no podcast AEW Unrestricted, Tony Khan afirmou que a pandemia privou a AEW milhões de dólares em receita de eventos ao vivo.
Em 3 de agosto de 2020, a Jazwares lançou a primeira linha de bonecos e brinquedos da AEW.
AEW anunciou o retorno de fãs com ingressos para eventos ao vivo em 20 de agosto, seguindo as diretrizes dos Centros de Controle e Prevenção de Doenças (CDC), incluindo o uso de máscaras, distanciamento físico e verificações de temperatura. Começando com o episódio de 27 de agosto do Dynamite, eles permitiram até 10% da capacidade no Daily's Place e até 15% da capacidade começando no All Out.
Em 10 de novembro de 2020, a promoção anunciou a AEW Games, a marca de videogames da empresa. AEW revelou que três jogos estão em desenvolvimento; AEW Casino: Double or Nothing e AEW Elite GM para dispositivos móveis e um jogo de console sem título desenvolvido pelo ex-desenvolvedor do WWE 2K Yuke's.
Para o pay-per-view Double or Nothing em maio de 2021, o local foi elevado à capacidade total, tornando-se a primeira vez que a AEW realizou um evento com uma multidão de capacidade desde março de 2020.

### Retorno a eventos ao vivo
Em maio de 2021, a AEW anunciou que retornaria às turnês ao vivo, começando com um episódio especial do Dynamite intitulado Road Rager em 7 de julho em Miami, Flórida, tornando-se a primeira grande promoção de wrestling profissional a retomar as turnês ao vivo durante a pandemia de COVID-19. Road Rager também foi o primeiro em um período de quatro semanas de episódios especiais de Dynamite chamados de turnê "Welcome Back", que continuou com o Fyter Fest em duas partes em 14 e 21 de julho em Cedar Park e Garland, Texas, respectivamente, e depois concluiu com Fight for the Fallen em 28 de julho em Charlotte, Carolina do Norte. Em junho, a AEW anunciou que o episódio de 22 de setembro do Dynamite seria outro episódio especial intitulado Grand Slam e seria a estreia da AEW em Nova York, uma cidade conhecida principalmente como território natal da WWE, bem como seu primeiro evento completo realizado em um estádio. O evento também se tornaria o evento mais frequentado da AEW, com mais de 20.000 participantes.
Em 27 de agosto de 2021, foi revelado que Dark começaria a ser gravado em seu próprio set no Universal Studios Florida em Orlando no Soundstage 21.

## Programação
Em 8 de maio de 2019, a AEW chegou a um acordo de direitos de mídia com a empresa de mídia britânica ITV plc para transmitir programas da AEW na ITV4 com pay-per-views sendo transmitidos na ITV Box Office começando com Double or Nothing em 25 de maio de 2019. No entanto, após A ITV Box Office encerrar as operações em janeiro de 2020, a ITV não transmite mais pay-per-views AEW no Reino Unido.
AEW lança uma série de vídeos "Road to..." e "Countdown to..." em seu canal oficial do YouTube antes dos eventos Dynamite e pay-per-view. Os vídeos consistem em entrevistas, pacotes de vídeo e segmentos de bastidores. A série é usada para animar combates preexistentes, bem como criar novas rivalidades.
Em novembro de 2019, a AEW anunciou Bash at the Beach, uma série de nove dias de eventos, apresentando dois episódios de Dynamite, incluindo um a bordo do Rock 'N' Wrestling Rager at Sea de Chris Jericho. Em 19 de fevereiro de 2020, a AEW chegou a um acordo de direitos de mídia com a empresa de mídia alemã Sky Deutschland (de propriedade da Comcast, parceira de transmissão da WWE nos Estados Unidos, que anteriormente transmitia shows da WWE e Impact Wrestling) para transmitir pay-per-views da AEW no Sky Select Event.
Em 22 de janeiro de 2021, a TNT Africa anunciou que o canal começaria a transmitir o Dynamite nas noites de sexta-feira na África Subsaariana. O show estreou em 5 de fevereiro de 2021. Em fevereiro, AEW anunciou seu mais novo show AEW Dark: Elevation, que começou a ser exibido em 15 de março. O show vai ao ar às segundas-feiras em seu canal do YouTube como um complemento ao AEW Dark.
Em 19 de maio de 2021, a AEW anunciou que o Dynamite se mudaria para a TBS em janeiro de 2022. Além disso, a AEW também anunciou que lançaria um segundo programa de TV semanal chamado AEW Rampage, que iria ao ar às sextas-feiras às 22h. na TNT, começando em 13 de agosto, antes de se mudar para o TBS em janeiro junto com o Dynamite. Em 2 de agosto, a AEW anunciou um acordo com a Discovery Inc. para transmitir Dynamite e Rampage no Eurosport a partir de 15 de agosto de 2021, na Índia.

Transmissão
| Programa     | Versão original               | Rede original | Notas                             |
| ------------ | ----------------------------- | ------------- | --------------------------------- |
| AEW Dynamite | 2 de Outubro de 2019–presente | TBS           | Programa de televisão principal   |
| AEW Rampage  | 13 de Agosto de 2021–presente | TNT           | Programa secundário de televisão. |

Online
| Programa            | Versão original                  | Rede original | Notas |
| ------------------- | -------------------------------- | ------------- | --- |
| AEW Dark            | 8 de Outubro de 2019–presente    | YouTube       | Apresenta combates gravados no Universal Studios Florida.                                                                       |
| AEW Dark: Elevation | 15 de Março de 2021–presente     | YouTube       | Apresenta combates não televisionados de gravações do Dynamite que envolvem membros do elenco da AEW e lutadores independentes. |
| AEW Unrestricted    | 24 de Fevereiro de 2020–presente | YouTube       | Apresenta entrevistas com lutadores da AEW. Apresentado por Tony Schiavone e Aubrey Edwards.                                    |
| Being The Elite     | 1 de Janeiro de 2019–presente    | YouTube       | Apresenta cenas dos bastidores e vídeos no estilo vlog criados por The Elite.                                                   |

### Eventos
Os eventos pay-per-view da AEW estão disponíveis via B/R Live nos Estados Unidos e Canadá, e via FITE TV internacionalmente. Além disso, os PPVs da AEW também estão disponíveis através de saídas PPV tradicionais nos Estados Unidos e Canadá e são transportados por todos os principais provedores de satélite.

## Parcerias
A AEW tem acordos de parceria com diversas promoções ao redor do mundo. No início de 2019, a AEW fechou dois acordos de parceria com as promoções mexicana Lucha Libre AAA Worldwide (AAA) e chinesa Oriental Wrestling Entertainment (OWE). No final de 2020 e no início de 2021, a AEW formou parcerias com outras promoções de luta livre. Tony Khan apelidou o conceito de lutadores de outras promoções que aparecem na AEW como passando pela "porta proibida". Em dezembro daquele ano, a AEW iniciou uma parceria com a Impact Wrestling, que viu o Campeão Mundial da AEW Kenny Omega fazendo aparições no Impact!. Mais tarde, Omega faria sua estreia no ringue pelo Impact no Hard to Kill, e derrotou Rich Swann para ganhar o Campeonato Mundial da Impact no evento Rebellion, tornando-o a primeira pessoa a conquistar campeonatos no Impact e AEW simultaneamente. Em outubro de 2021, a relação de trabalho entre a AEW e o Impact Wrestling terminou após o Bound for Glory do Impact.
Em 3 de fevereiro de 2021, no especial de televisão Beach Break, a AEW iniciou uma parceria com a New Japan Pro-Wrestling (NJPW). Após o evento principal, Kenta fez sua estreia na AEW e acertou Jon Moxley com seu finalizador. Kenta mais tarde faria sua estreia no AEW no ringue no Dynamite seguinte. Mais de um ano depois, na edição de 20 de abril de 2022 do Dynamite, foi anunciado que a AEW e a NJPW chegaram a um acordo para co-produzir um evento pay-per-view intitulado AEW × NJPW: Forbidden Door, que aconteceu no United Center. em Chicago em 26 de junho.
Em 20 de março de 2022, no DDT Pro-Wrestling's Judgment, a AEW anunciou que formou uma relação de trabalho com a DDT e a TJPW que veria lutadores de ambas as marcas aparecerem na programação da AEW.

## Contratos
AEW assina a maior parte de seu talento para contratos exclusivos, o que significa que o lutador pode aparecer ou se apresentar apenas na programação e eventos da AEW, embora tenha parcerias com a National Wrestling Alliance (NWA), New Japan Pro-Wrestling (NJPW), DDT Pro-Wrestling (DDT), Tokyo Joshi Pro Wrestling (TJPW), e Lucha Libre AAA Worldwide (AAA), lutadores e outras personalidades dessas promoções também podem fazer aparições periódicas em eventos da AEW.

## Vídeo games
| Ano             | Título                        | Desenvolvedora     | Console                                                                           |
| Série principal | Série principal               | Série principal    | Série principal                                                                   |
| --------------- | ----------------------------- | ------------------ | --------------------------------------------------------------------------------- |
| 2020            | AEW Casino: Double or Nothing | KamaGames          | Android, iOS                                                                      |
| 2020            | AEW Elite General Manager     | Crystallized Games | Android, iOS                                                                      |
| 2023            | AEW Fight Forever             | Yuke's             | Nintendo Switch, PlayStation 4, PlayStation 5, Windows, Xbox Series X/S, Xbox One |

## Campeonatos e conquistas

### Atuais campeões

#### Divisão masculina
Individual
| Campeonato                     | Campeão(s) atual(is) | Campeão(s) atual(is) | Reinado | Data da conquista      | Dias como campeão | Localização             | Notas                                          | Ref.   |
| ------------------------------ | -------------------- | -------------------- | ------- | ---------------------- | ----------------- | ----------------------- | ---------------------------------------------- | ------ |
| AEW World Championship         |                      | MJF                  | 1       | 19 de novembro de 2022 | 965+              | Newark, Nova Jersey     | Derrotou Jon Moxley no Full Gear.              | [ 92 ] |
| AEW International Championship |                      | Orange Cassidy       | 1       | 12 de outubro de 2022  | 1003+             | Toronto, ON, Canadá     | Derrotou Pac no Dynamite.                      | [ 93 ] |
| AEW TNT Championship           |                      | Wardlow              | 3       | 19 de abril de 2023    | 814+              | Pittsburgh, Pensilvânia | Derrotou Powerhouse Hobbs no Dynamite.         | [ 94 ] |
| FTW Championship               |                      | Hook                 | 1       | 27 de julho de 2022    | 1110+             | Worcester, MA           | Derrotou Ricky Starks no Fight for the Fallen. | [ 95 ] |

Equipes
| Campeonato                      | Campeão(s) atual(is) | Campeão(s) atual(is)                                         | Reinado | Data da conquista  | Dias como campeão | Localização               | Notas                                                                            | Ref.   |
| ------------------------------- | -------------------- | ------------------------------------------------------------ | ------- | ------------------ | ----------------- | ------------------------- | -------------------------------------------------------------------------------- | ------ |
| AEW World Tag Team Championship |                      | FTR (Dax Harwood e Cash Wheeler)                             | 2       | 5 de abril de 2023 | 828+              | Elmont, Noa Iorque        | Derrotaram The Gunns (Austin Gunn e Colten Gunn) no Dynamite.                    | [ 96 ] |
| AEW World Trios Championship    |                      | House of Black (Malakai Black, Brody King, e Buddy Matthews) | 1       | 5 de março de 2023 | 859+              | São Francisco, Califórnia | Derrotaram a The Elite (Kenny Omega, Matt Jackson e Nick Jackson) no Revolution. | [ 97 ] |

#### Divisão feminina
| Campeonato                     | Campeão(s) atual(is) | Campeão(s) atual(is) | Reinado | Data da conquista  | Dias como campeão | Localização      | Notas                                       | Ref. |
| ------------------------------ | -------------------- | -------------------- | ------- | ------------------ | ----------------- | ---------------- | ------------------------------------------- | ---- |
| AEW Women's World Championship |                      | Toni Storm           | 2       | 28 de maio de 2023 | 775+              | Paradise, Nevada | Derrotou Jamie Hayter no Double or Nothing. |      |
| AEW TBS Championship           |                      | Kris Statlander      | 1       | 28 de maio de 2023 | 775+              | Paradise, Nevada | Derrotou Jade Cargill no Double or Nothing. |      |